# Cieślin (województwo małopolskie)
Cieślin – wieś w Polsce położona w województwie małopolskim, w powiecie olkuskim, w gminie Klucze.
| SIMC    | Nazwa  | Rodzaj    |
| ------- | ------ | --------- |
| 0214942 | Bagno  | część wsi |
| 0214959 | Pustki | część wsi |

W latach 1975–1998 miejscowość administracyjnie należała do województwa katowickiego.
Oficjalna strona: www.cieslin.pl